# فرنسيس إل. ديد
فرنسيس إل. ديد (بالإنجليزية: Francis L. Dade)‏ هو ضابط أمريكي، ولد في 1793، وتوفي في 1835.